# بتو آکوستا
بتو آکوستا (انگلیسی: Beto Acosta؛ زادهٔ ۲۳ ژانویهٔ ۱۹۷۷) بازیکن فوتبال اهل اروگوئه است.
از باشگاه‌هایی که در آن بازی کرده‌است می‌توان به باشگاه فوتبال پنیارول، باشگاه فوتبال کورینتیانس، و باشگاه ورزشی دفنسور اشاره کرد.